# Nowa Szarlejka
Nowa Szarlejka est une localité polonaise de la gmina de Wręczyca Wielka, située dans le powiat de Kłobuck en voïvodie de Silésie.